# Kanton Gros-Morne

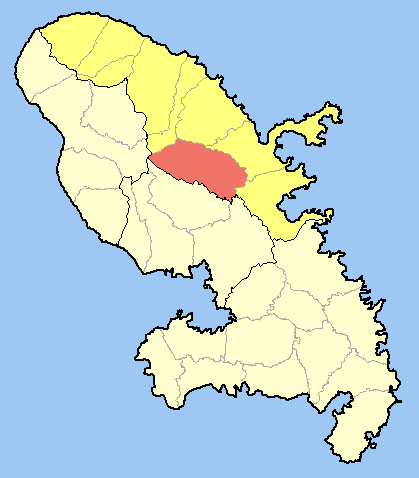
Lage des Kantons Gros-Morne im Arrondissement La Trinité und im Übersee-Département Martinique

Der Kanton Gros-Morne war ein Kanton im französischen Übersee-Département Martinique im Arrondissement La Trinité. Er umfasste die Gemeinde Gros-Morne.
Vertreter im Generalrat des Départements war seit 2008 Raphaël Vaugirard. 